# Hilara brunnipes
Hilara brunnipes är en tvåvingeart som först beskrevs av Johann Wilhelm Meigen 1804.  Hilara brunnipes ingår i släktet Hilara och familjen dansflugor.
Artens utbredningsområde är Tyskland. Inga underarter finns listade i Catalogue of Life.